# Murallas de Onteniente

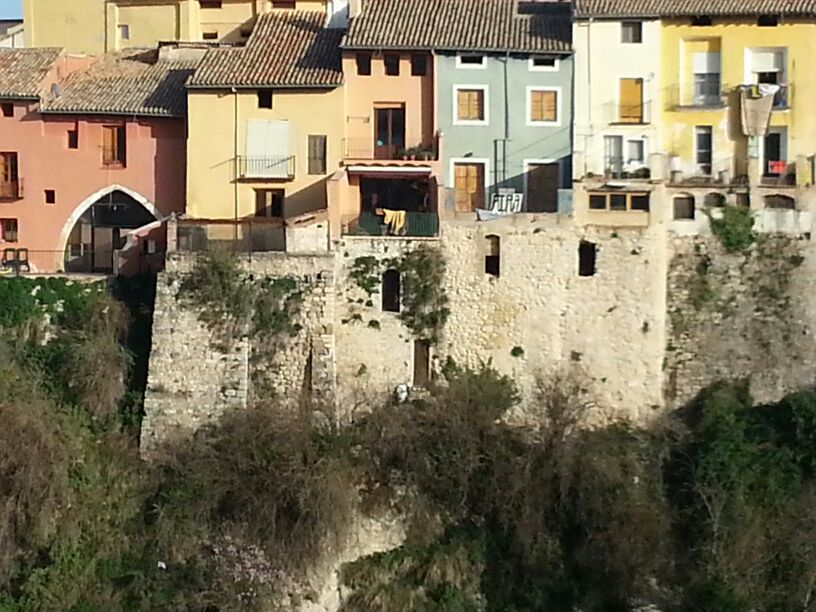
Muralla de Onteniente desde el exterior

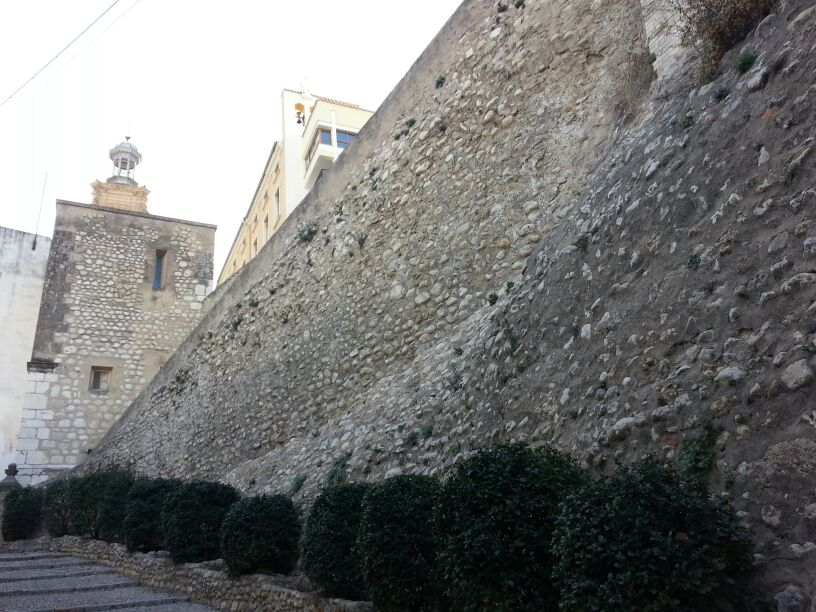
Muralla de Onteniente

Las murallas de Onteniente, están consideradas como Bien de interés cultural, con código 46.24.184-004, no teniendo aún número de anotación ministerial. Se encuentran ubicadas en el municipio de Onteniente, en la comarca del Valle de Albaida, de la provincia de Valencia.

## Descripción histórico-artística
La población medieval de Onteniente, tenía una privilegiada situación en el llamado Tossal de la Vila, lo cual le proporcionaba excelentes defensas naturales en los barrancos del Pou Clar y del Almaig o San Jaime, el cual fue posteriormente rellenado. La zona más débil era la que daba al barranco del Regall, y ésta era el área más fortificada del recinto amurallado.
Las murallas de Onteniente, se sitúan en el núcleo histórico de esta población, en la llamada Vila, que por su situación estratégica, económica y política, tuvo gran relevancia como símbolo del poder real tras la reconquista del rey Jaime I de Aragón. Se trata de una estructura de carácter defensivo urbano, construida en el siglo XI, de época islámica; más tarde fue restaurada por los cristianos en el año 1258, tras quedar derruidas por el terremoto de ese mismo año.
Historiadores como Bernabeu o el arqueólogo Agustí Ribera, basándose en sus investigaciones y en documentación, tanto escrita como de restos arqueológicos, consideran que la muralla ya había sido remodelada antes del terremoto de 1258. Esto estaría relacionado posiblemente con la concesión real de un permiso que se otorgó a los vecinos de la villa un par de años antes del mentando terremoto, y que coincidiría con en la que se con la apertura del llamado Portal de Sant Roc (anteriormente Portal de Sant Pere). También existen indicios que permiten asegurar que además, en esa misma época, los musulmanes que no huyeron hacia Murcia, Granada o el Magreb, se refugian a los pies de la muralla, y dan lugar a un Rabal, que creció obligando a las autoridades a abrir otro portal de entrada a la plaza de Baix, conocido como Portal de Rabal o de la Trinitat, del que solo se conserva su rampa de acceso.
La muralla constaba también de torreones que recibían diferentes denominaciones relacionadas con su ubicación. Posiblemente el circuito amurallado de Onteniente, debía iniciarse en el portal de Sant Roc y el Palacio, continuando por la parte trasera de las calles Sant Pere, Trinitat y Muralla hasta llegar a la Torre de los Abellons y luego a la Torre Barbacana o de la Farinera, continuando por la calle de Callarís, hasta la Torre del Hospital y por su rampa hasta el portal del Ángel (único existente en la muralla islámica, y que se halla actualmente en la llamada Pujada de la Bola, y en el lugar donde se encuentra el moderno Hospital de la Beneficencia, sucesor del antiguo Hospital de Transeúntes, establecido en el siglo XIV) y de allí volvería nuevamente al portal de Sant Roc. Actualmente, se conservan restos de la muralla en algunos de sus tramos, al igual que algunas puertas y torres, que han sido integradas en las construcciones que posteriormente se fueron realizando. La mayoría de estos tramos, precisan intervención para su consolidación y/o restauración.